# Лауреаты Государственной премии Российской Федерации за 2009 год

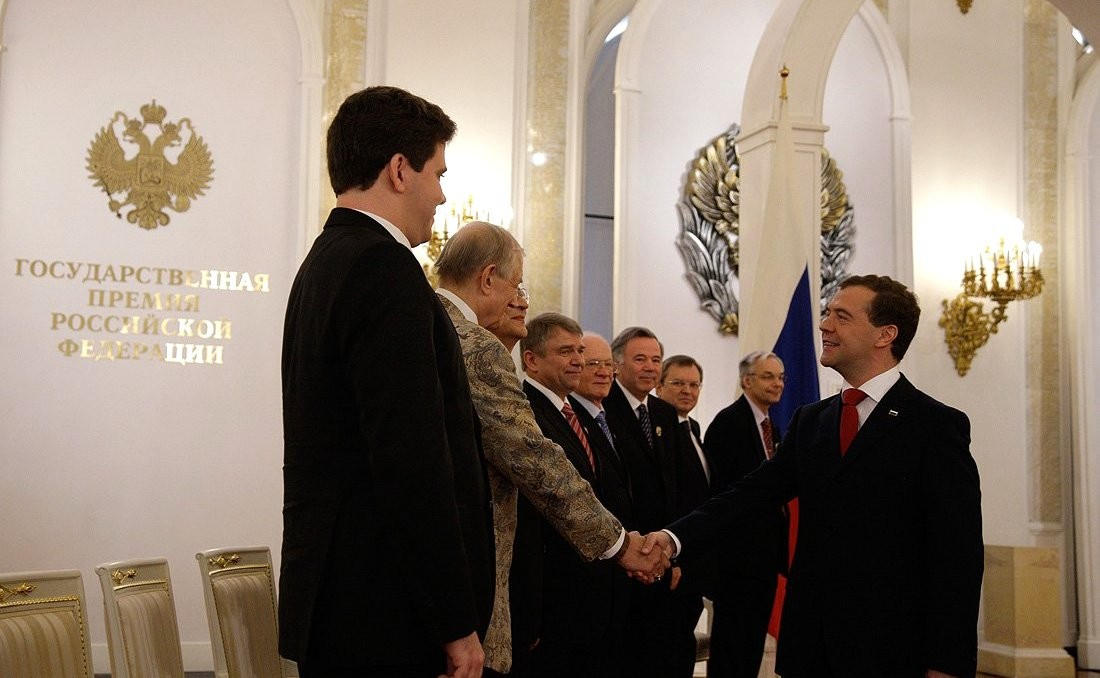
Торжественное вручение награды Президентом РФ Дмитрием Медведевы

Лауреаты государственной премии Российской Федерации за 2009 год были названы указами Президента Российской Федерации Д. А. Медведева. Торжественная церемония вручения наград прошла в День России 12 июня 2010 года в Георгиевском зале Большого Кремлёвского дворца.

## Лауреаты в области науки и технологий
За достижения в области разработки и создания лазеров на свободных электронах
- Винокуров, Николай Александрович, доктор физико-математических наук, заведующий лабораторией Института ядерной физики имени Г. И. Будкера Сибирского отделения Российской академии наук.

За комплекс научных работ по развитию лазерно-информационных технологий для медицины
- Панченко, Владислав Яковлевич, доктор физико-математических наук, академик РАН, председатель совета Российского фонда фундаментальных исследований, директор Института проблем лазерных и информационных технологий РАН;
- Потапов, Александр Александрович, доктор медицинских наук, академик РАМН, заместитель директора Научно-исследовательского института нейрохирургии РАМН;
- Чиссов, Валерий Иванович, доктор медицинских наук, академик РАМН, директор Московского научно-исследовательского онкологического института им. П. А. Герцена.

За крупный вклад в развитие теории и практики каталитических методов глубокой переработки углеводородного сырья и использования возобновляемых ресурсов
- Пармон, Валентин Николаевич, доктор химических наук, академик РАН, директор Института катализа СО РАН.

## Лауреаты в области литературы и искусства
За вклад в развитие российского образования и воспитание талантливых музыкантов
- Дзевановский, Сергей Юрьевич, директор Санкт-Петербургского хорового училища имени М. И. Глинки.

За выдающийся вклад в развитие отечественной культуры
- Евтушенко, Евгений Александрович, поэт.

За вклад в развитие и пропаганду отечественного музыкального искусства
- Мацуев, Денис Леонидович, пианист.

## Интересные факты
- Перед вручением премий в прессе появилась неподтвердившаяся впоследствии информация о присуждении Государственной премии в области гуманитарной деятельности польскому режиссёру Анджею Вайде[4].